# روبرت كوالسكي
روبرت كوالسكي (بالإنجليزية: Robert Kowalski)‏ هو عالم حاسوب وفيلسوف ورياضياتي ومهندس بريطاني، ولد في 15 مايو 1941 في بريدجبورت في الولايات المتحدة.